# Puerto Natales

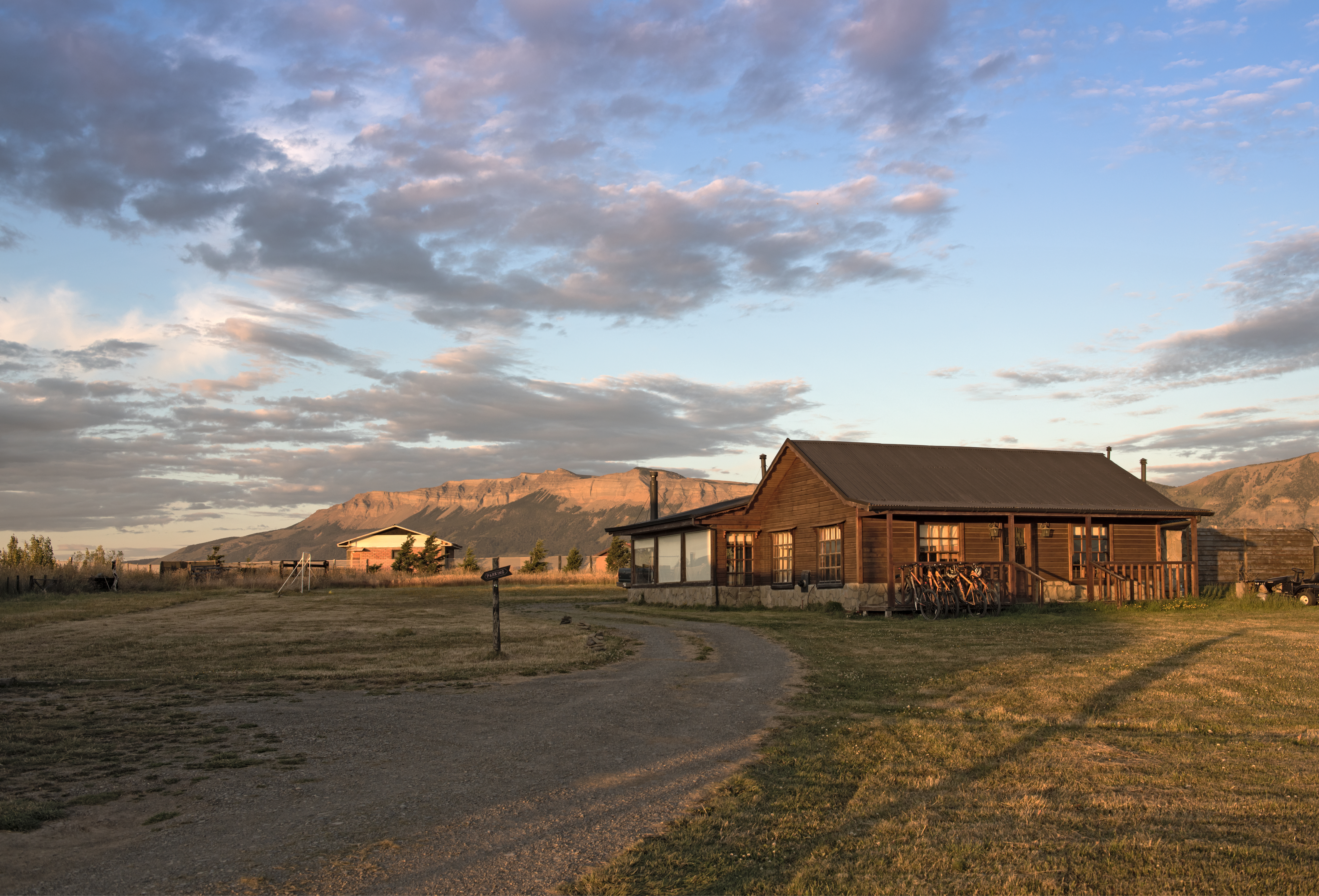
Haus bei Sonnenuntergang

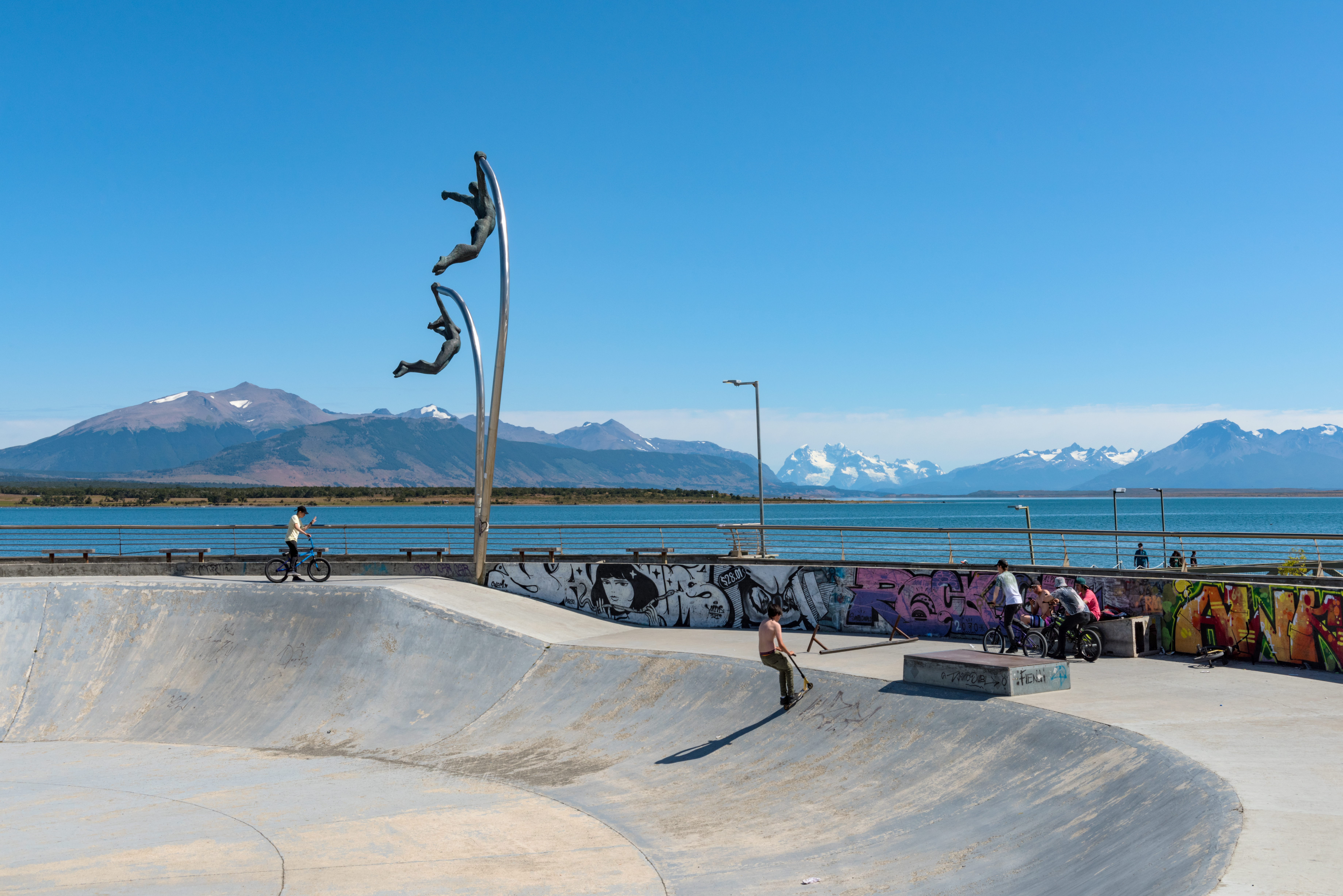
Skatepark und Denkmal

Puerto Natales ist eine Stadt mit 19.319 Einwohnern in der Kommune Natales, der größten der Región de Magallanes y de la Antártica Chilena (Region XII) in Chile.
Die Hafenstadt Puerto Natales ist die Hauptstadt der Provinz Última Esperanza. Sie liegt 247 km nordwestlich von Punta Arenas am Última-Esperanza-Fjord. Sie wurde im Jahre 1911 gegründet.
Puerto Natales verfügt über einen eigenen Flughafen und Hafen.
Sie bildet die Ausgangsbasis für Exkursionen in den Nationalpark Torres del Paine und den Nationalpark Bernardo O’Higgins sowie für Feuerland- und Patagonien-Touren. Per Fähre kann man zur weit entfernten Großstadt Puerto Montt durch Fjorde und Inselketten reisen.
Touristen können auch die Pinguin-Kolonien in der Otway-Bay bei Punta Arenas besuchen. Interessant sind auch Reisen zum Serrano-, Balmaceda- und Grey-Gletscher.
Das Klima ist ganzjährig rau, meist mit kalten Winden gepaart.

## Geschichte
Als erster erforschte Juan Fernández Ladrillero 1557 die Gegend um Puerto Natales auf seinem Weg zur Magellanstraße. Im Gebiet lebten die Ureinwohner Kawéskar und Aonikenk. 1830 wurde die Region von der Expedition der Beagle erforscht. Seit den 1870er Jahren wanderten viele Einwanderer aus Deutschland und England ein und betrieben hauptsächlich Schafzucht. Um den Ultima-Esperanza-Fjord, an dem die Stadt liegt, kam es in der Zeit darauf zu einem Grenzstreit zwischen Chile und Argentinien, der erst 1902 beigelegt wurde. 1894 nannten die deutschen Einwanderer Ernst von Heinz und Kurt Meyer einen von ihnen am 24. Dezember entdeckten kleinen Fluss im Norden der heutigen Stadt Natalis (nach Christi Geburt). Von diesem Fluss erhielt Siedlung ihren Namen.
Einen Einblick gibt das Historische Museum von Puerto Natales, das sich in einem ehemaligen frigorifico, einem Kühlhaus in viktorianischem Stil befindet.

## Natales (Kommune)
Die Kommune Natales ist mit 48.974,2 km² die flächenmäßig größte aller chilenischen Gemeinden. Neben Puerto Natales sind als weitere Siedlungen noch Villa Dorotea, Villa Renoval, Puerto Edén und Seno Obstrucción zu nennen.

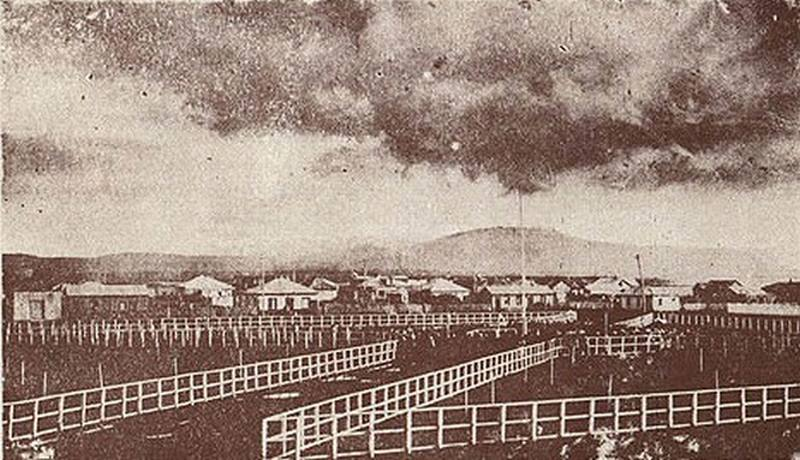
Schafpferche (um 1920/30)
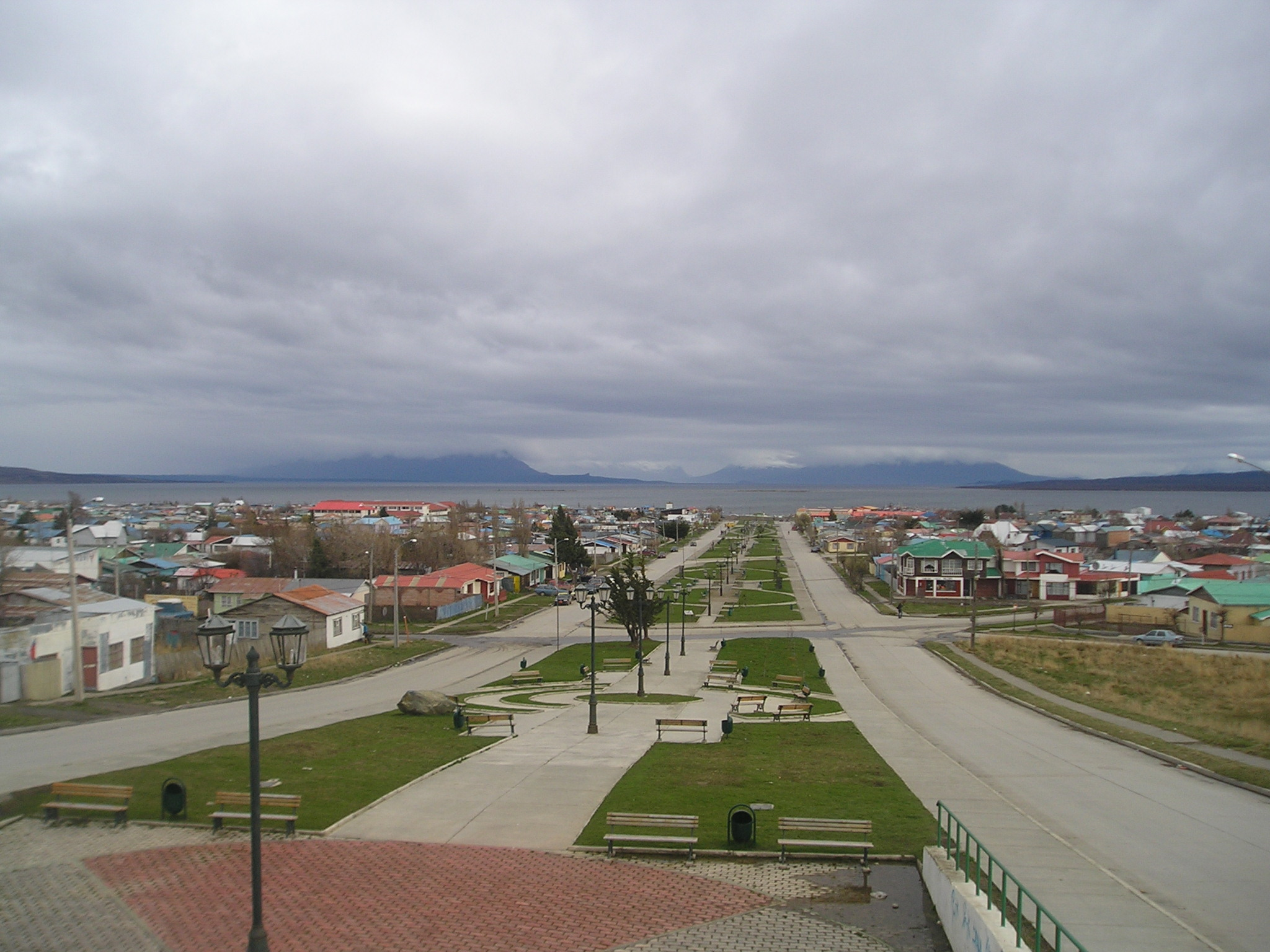
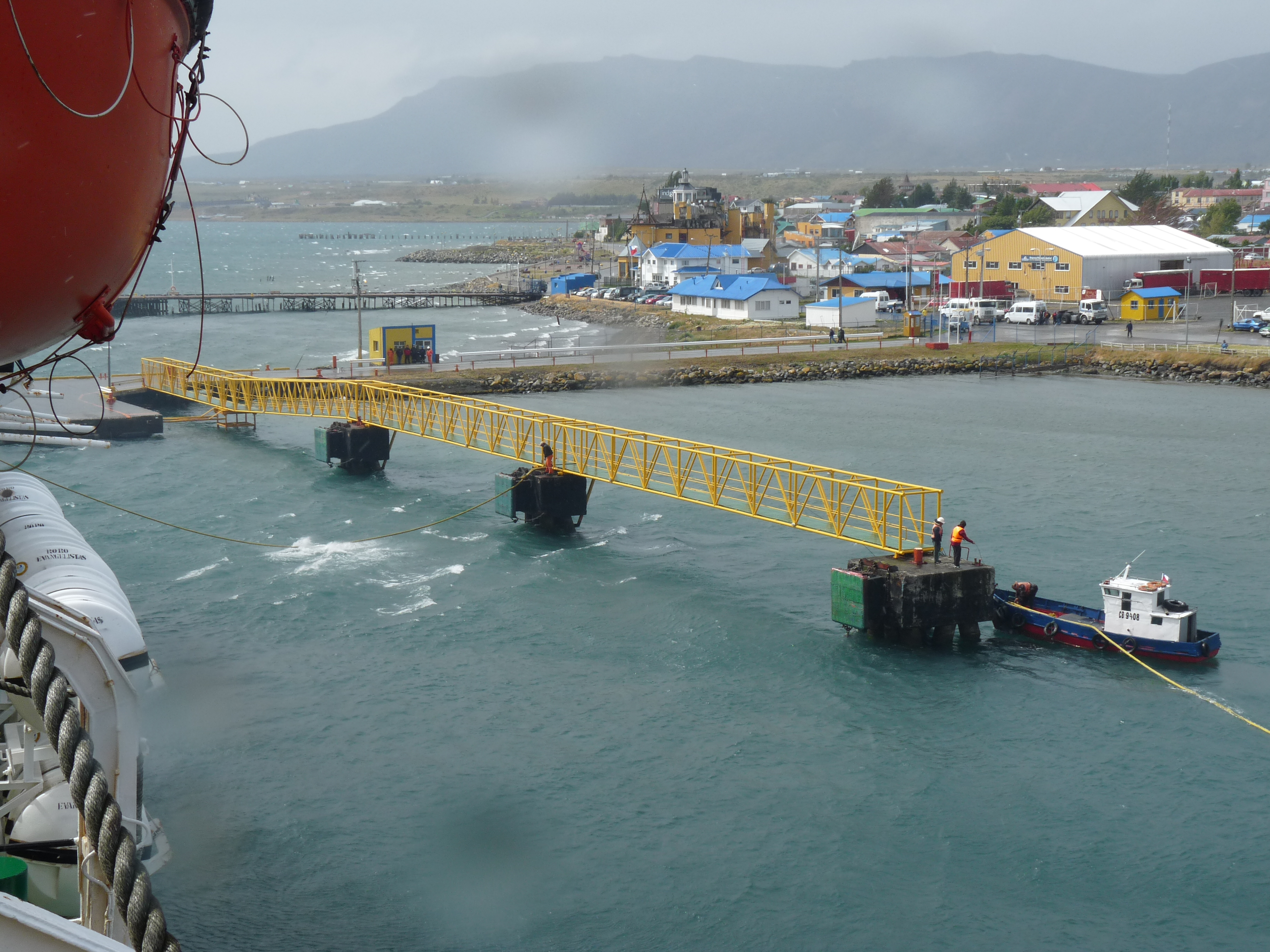
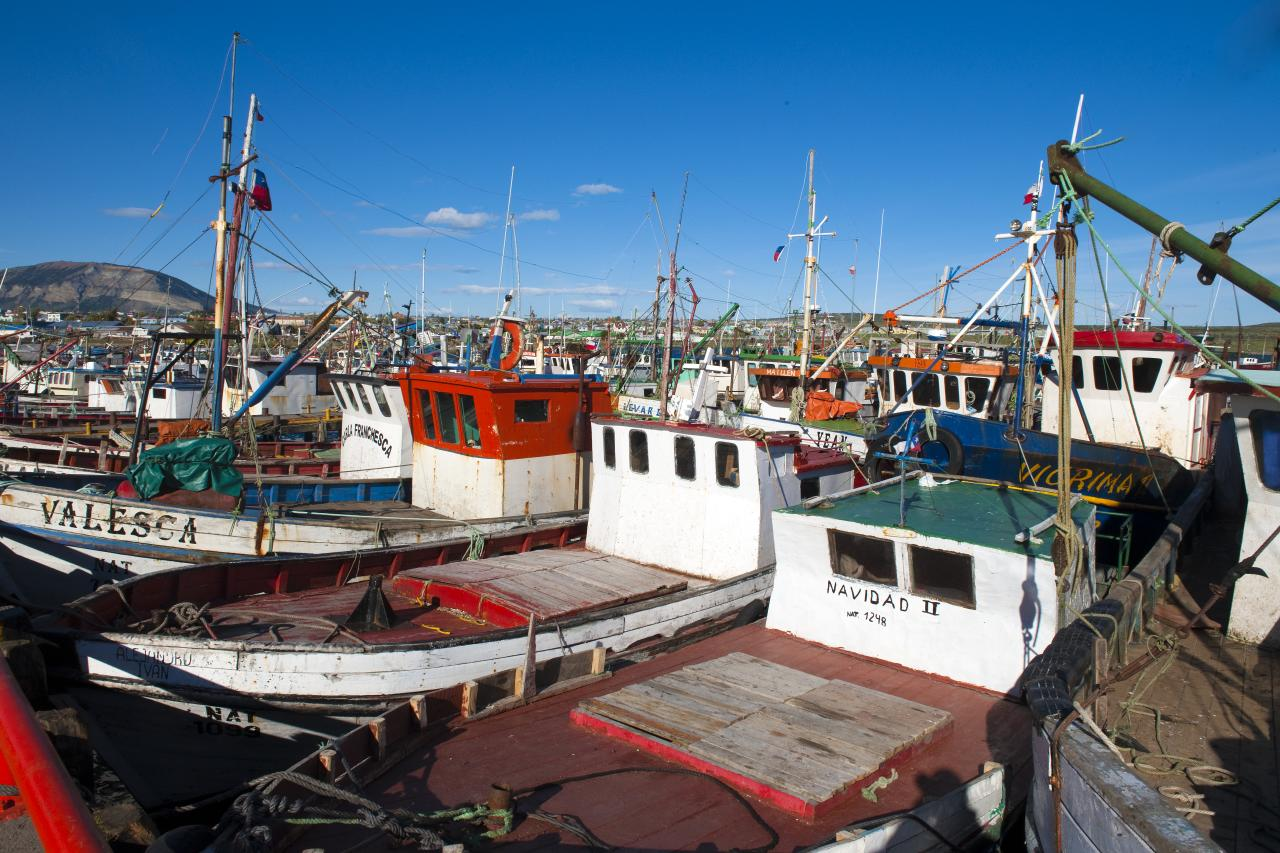
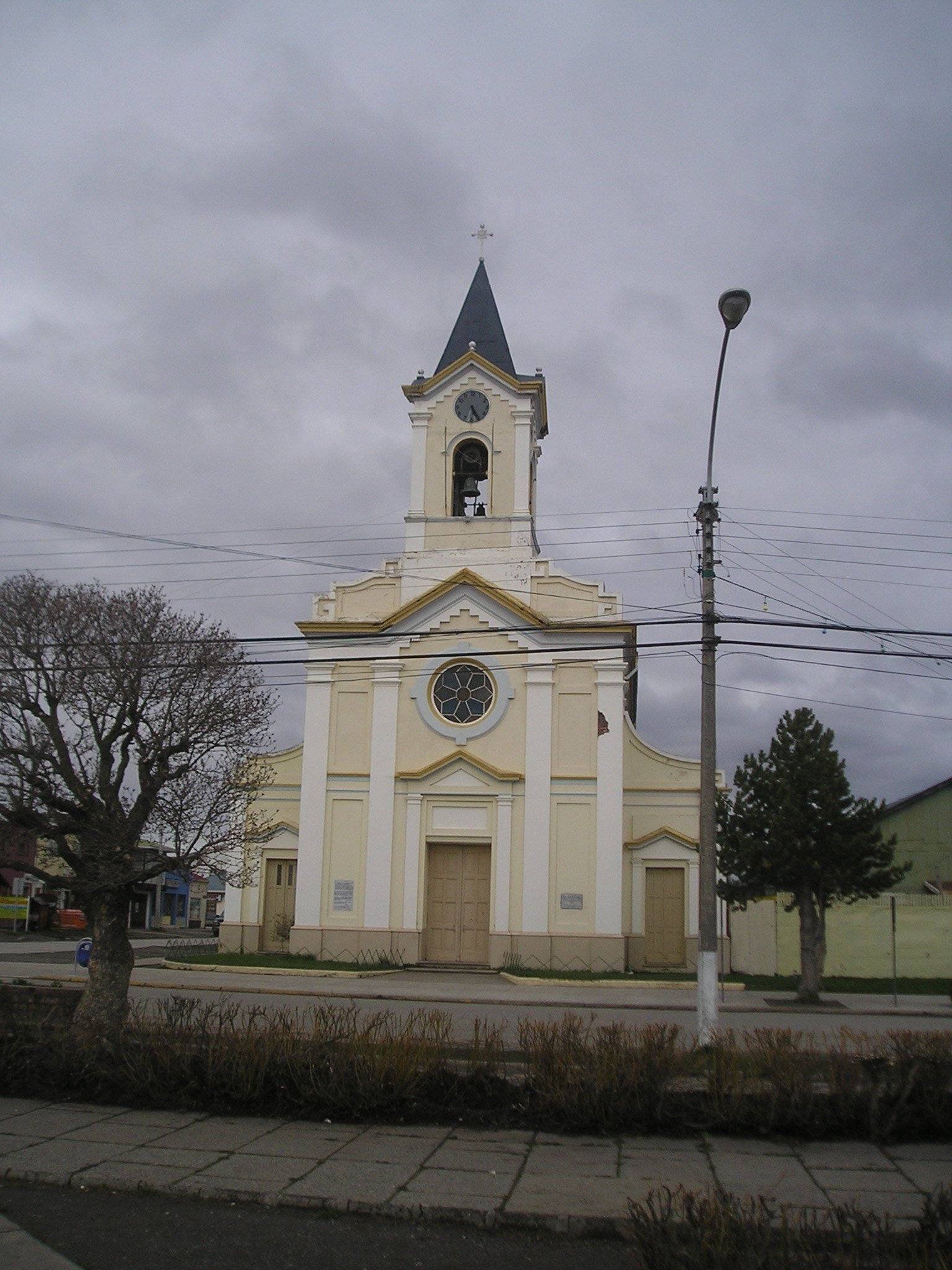

## Wirtschaft
Haupterwerbsquelle bildet der Tourismus und der Fischfang. Die Forstwirtschaft spielt in der Region mit ihren Südbuchen- und Tepú-Beständen (ein Myrtengewächs) nur eine untergeordnete Rolle. Über den Flughafen Puerto Natales ist die Stadt unter anderem mit der Landeshauptstadt Santiago verbunden.

## Söhne und Töchter der Stadt
- Honorino Landa (1942–1987), Fußballspieler
- Luis Mansilla (* 1986), Radrennfahrer